# Мануфактура

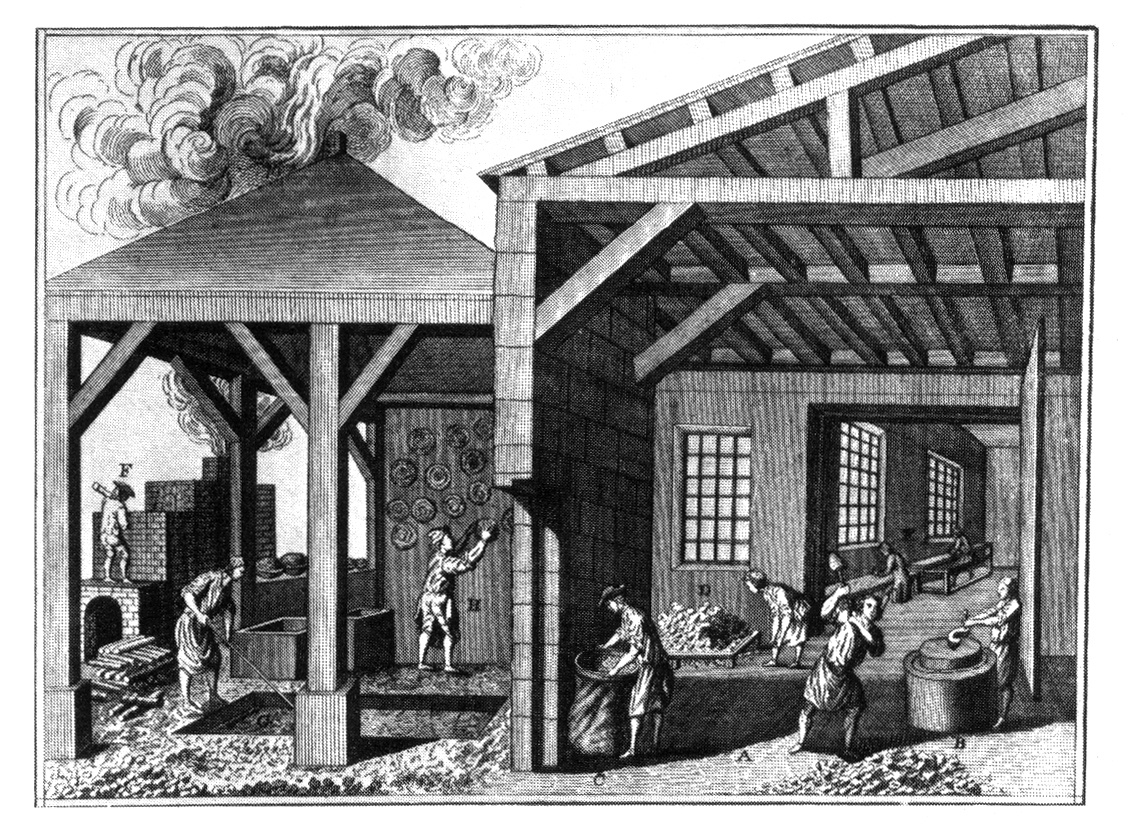
Мануфактура по производству фарфора в Мейсене, XVIII век

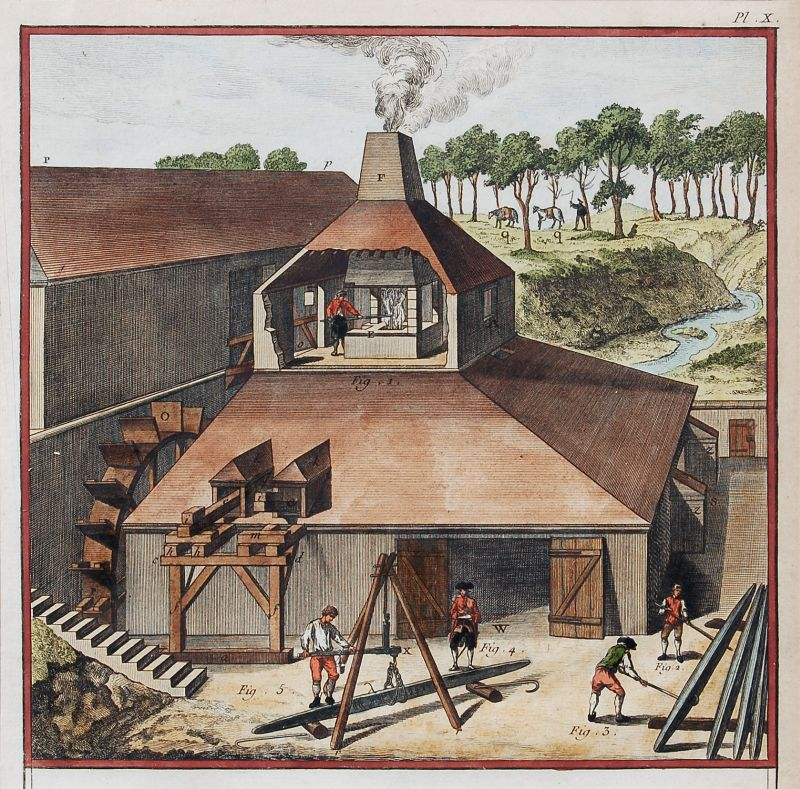
Металлургическое производство XVIII века, иллюстрация из Энциклопедии, или Толкового словаря наук, искусств и ремёсел

Мануфакту́ра (лат. manus «рука» + лат. facere «делать») — предприятие, основанное на ручном труде наёмных работников, где существует разделение труда на отдельные производственные операции. Мануфактуры возникали двояким путем: во-первых, через соединение в предприятии производства продуктов, которые до тех пор, прежде чем стать предметами окончательного потребления, проходили через руки ряда отдельных независимых ремесленников (примером может служить экипажное производство); во-вторых, через соединение в одном предприятии многих работников, производящих одну и ту же работу. Эту первоначально простую кооперацию мануфактура по большей части превращает в сложную: каждый работник начинает производить исключительно либо часть совокупного продукта (например в часовом производстве), либо отдельную операцию над сырьем, которое, переходя постепенно из рук в руки, превращается в готовый для потребления продукта; классический пример — булавочное производство, описанное Адамом Смитом.

## Первые мануфактуры
Мастерские со значительным числом рабочих существовали уже в очень древние времена. Так, отцу древнегреческого оратора Демосфена принадлежала мастерская ножей, где работало тридцать рабов; о кожевенной мастерской, на которой занято было до десяти рабов, упоминает Эсхин. Оратор Лизий вместе с братом имел в Пирее мастерскую щитов, на которой было занято до 120 рабов.
В Средние века соединение большого числа рабочих в одной мастерской для производства того или иного товара наблюдалось в монастырях и во владениях феодалов; но изделия этих мастерских потреблялись преимущественно на местах производства и только в редких случаях поставлялись на рынок. По законам и обычаям цеховой организации сосредоточение очень большого числа рабочих в ремесленной мастерской не всегда было возможно, так как размеры ее производства часто, а число помощников и учеников — всегда устанавливалось цеховыми властями. Тем не менее, в XIII веке в Нидерландах, а также в Пикардии, Лангедоке и других французских провинциях было много суконных мануфактур. В 1338 году во Флоренции их было до 200, с 30 000 рабочих (чомпи). В Венеции в XV и XVI веках были ткацкие мануфактуры с 20—25 станками каждая. В Англии большие ткацкие мануфактуры существовали уже в первой половине XVI века.
В XVII и XVIII веках в Западной Европе мануфактуры нередко возникали из среды привлекаемых в страну иностранных ремесленников при непосредственной поддержке правительства. Другой способ возникновения мануфактур основывался на пользовании принудительным трудом. Власть всегда располагала обширным контингентом несвободного населения в тюрьмах, сиротских домах, исправительных заведениях и т. п. В XVII и XVIII веках в этих заведениях власть начинает устраивать мануфактуры, предоставляя частным предпринимателям пользоваться за известную плату трудом несвободного населения. Таким образом, для частных предпринимателей являлась возможность избегнуть власти цеха и получить в нужных размерах дешевую рабочую силу. Курфюрст бранденбургский Фридрих Вильгельм I, прозванный Великим курфюрстом, например, издал в 1686 году особый эдикт относительно устройства «исправительных прядильных и мануфактурных заведений», куда должны были помещаться, если нужно силой, безработные и их дети. Как указывают немецкие исследователи, рабочий персонал германских мануфактур того времени состоял преимущественно из разного рода несвободных людей — нищих, бродяг, преступников, сирот и т. п. Объясняется это тем, что свободные люди шли работать на мануфактуры только под влиянием крайней нужды. Существовала и третья группа мануфактур, органически выросших из домашней ремесленной промышленности, но эта группа мануфактур была, повидимому, наименее многочисленной, во всяком случае в центральной Европе. Только в некоторых местностях Англии число таких мануфактур было более значительно.
Первой мануфактурой в России стал Пушечный двор в Москве (не позже 1525 года). Здесь трудились литейщики, кузнецы, паяльщики, плотники и др. ремесленники. Второй мануфактурой была московская Оружейная палата, в которой были сосредоточены чеканка по золоту и серебру, эмалевое и финифтевое, швейное, экипажное, плотничное производство. Третьей мануфактурой стал Хамовный двор (от слова «хам» — льняное полотно). Четвёртой — московский Монетный двор .

## Пути возникновения
- Объединение в одной мастерской ремесленников различных специальностей, благодаря чему продукт вплоть до его окончательного изготовления производился в одном месте.
- Объединение в общей мастерской ремесленников одной и той же специальности, каждый из которых выполнял непрерывно одну и ту же отдельную операцию.

## Формы мануфактуры

### Рассеянная мануфактура
Рассеянная мануфактура — это способ организации производства, когда мануфактурист — владелец капиталов (купец-предприниматель) — раздаёт сырье для последовательной переработки мелким деревенским ремесленникам (ремесленникам-надомникам). Этот тип мануфактуры больше всего был распространён в текстильном деле и в тех местах, где не действовали цеховые ограничения. Работниками рассеянной мануфактуры становились деревенские бедняки, которые имели какую-то собственность: дом и крохотный участок земли, но не могли обеспечить свою семью и себя и поэтому искали дополнительные источники существования. Получив сырьё, например, шерсть-сырец, работник перерабатывал его в пряжу. Пряжу забирал мануфактурист и отдавал её на переработку другому работнику, который превращал пряжу в ткань и так далее.

### Централизованная мануфактура
Централизованная мануфактура — это способ организации производства, при котором рабочие перерабатывают сырьё вместе, в одном помещении. Этот тип мануфактуры был распространён прежде всего в таких отраслях производства, где технологический процесс предполагал совместный труд большого (от десятка до сотни) числа рабочих, выполняющих различные операции.
Основные отрасли:
- Текстильная
- Горнорудная
- Металлургическая
- Полиграфическая
- Сахароваренная
- Бумажная
- Фарфорофаянсовая

Собственниками централизованных мануфактур были большей частью разбогатевшие купцы, и гораздо реже цеховые мастера. Крупные централизованные мануфактуры создавались государствами, например Францией.

### Смешанная мануфактура
Смешанная мануфактура производила более сложную продукцию, например, часы. Отдельные детали продукции изготовляли мелкие ремесленники с узкой специализацией, а сборку осуществляли уже в мастерской предпринимателя.

## Мануфактуры при Петре I в России
При Петре I было основано не менее 200 новых мануфактур, он всячески поощрял их создание. В зависимости от того, чьей собственностью они являлись, мануфактуры делились на казённые, купеческие и помещичьи. В 1721 году промышленникам было предоставлено право покупать крестьян для закрепления их за предприятием (посессионные крестьяне).

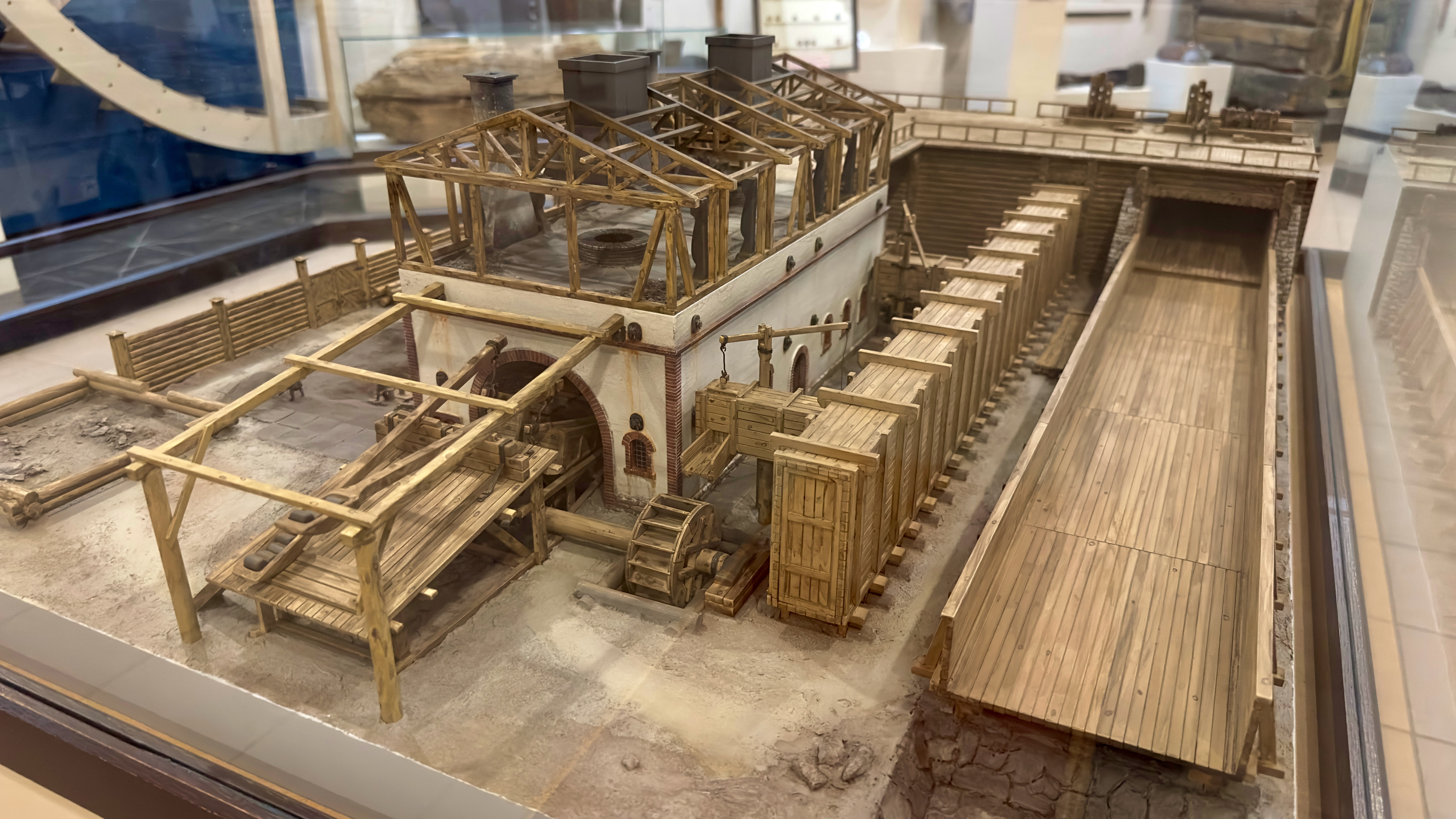
Макет доменного цеха Екатеринбургского завода в Музее истории и археологии Урала

Государственные казённые заводы использовали труд государственных крестьян, приписных крестьян, рекрутов и свободных наёмных мастеров. Они обслуживали тяжёлую промышленность — металлургию, судоверфи, рудники. На купеческих мануфактурах, выпускавших преимущественно товары широкого потребления, работали вольнонаёмные работники. Помещичьи предприятия полностью обеспечивались силами крепостных помещика-владельца.
Из числа петровских мануфактур некоторые были очень велики. На Сестрорецком оружейном заводе работало 683 человека. К казенному оружейному заводу в Туле было приписано 508 крестьянских дворов. На казенной парусной мануфактуре в Москве было 1.162 рабочих. Но и на частных мануфактурах производство велось в крупных размерах. На московской суконной мануфактуре компанейщиков купеческих людей Щеголина «с товарищи» в 1729 г. работало 730 рабочих на 130 станах; на казанской суконной мануфактуре Микляева работало 742 человека; московская полотняная мануфактура Тамеса с компанией имела 443 стана и 841 рабочих; ярославская мануфактура Тамеса и Затрапезного — 172 стана и 180 раб.; на московской ленточной и позументной мануфакутуре Милютина было 280 рабочих; на шелковых мануфактурах компании Евреинова в 1728 году работало до 1.500 мужчин и женщин. Таких крупных мануфактур не было в Западной Европе, вероятно, даже значительно позже.
Лучшей рабочей силой для этих петровских мануфактур был свободный труд вольнонаемного работника, и это уже начинали сознавать предприниматели того времени. Тем не менее мануфактура XVIII века принуждена была пользоваться несвободным трудом, вследствие недостатка свободных рук при тогдашнем крепостном строе, и даже предпочитала его, потому что она затрачивала средства на подготовку и обучение рабочего и слишком много теряла в нем в случае его ухода. В общую систему покровительства фабрично-заводской промышленности при Петре входили также меры к обеспечению ее несвободным трудом. Еще в 1699 году тюменскому воеводе было предписано назначать в работу на кирпичных заводах «татей, мошенников и пропойц», сковывая по два человека шейными и ножными железами. В 1701 году нерчинский воевода получил предписание для той же цели назначать ссыльных. Некоторую часть рабочего персонала на полотняных и парусных заводах составляли так называемые «винные бабы и девки», женщины, отправленные туда в наказание. Регламент Главного магистрата предписывал в городах учреждать на городские средства особые «прядильные домы», в которые заключать «неистовый женский пол». Законодательство Петра преследовало и старалось искоренить класс вольных людей, не занятых никакою службой, и поэтому всякого рода «гулящих людей», нищих и праздношатающихся повелевалось отдавать на фабрики. Эти элементы получили название «вечно отданных на фабрику» и стали принадлежать фабрике потомственно. Так появились особые крепостные, принадлежавшие фабрикам. В знаменитом законе 18 января 1721 года эта мера получила широкий характер: купцам разрешалось покупать к фабрикам и заводам целые деревни крепостных крестьян; но такие деревни в отличие от дворянских становились собственностью именно фабрик как учреждений, а не их владельцев, и без фабрик не могли быть отчуждаемы. Впоследствии эти крепостные получили название посессионных крестьян.

## Современные мануфактуры в России
В настоящее время рассеянные (распределённые) мануфактуры, по наблюдениям социологов, продолжают существовать и обеспечивать занятость и достаток населения как в городах, так и в сельской местности.
Современная рассеянная (распределённая) мануфактура — это способ производства товара, при котором все элементы технологического процесса распределены по домохозяйствам (работным избам) или иным местам производства (например, гаражам). В своей организационной форме рассеянные мануфактуры в значительной мере наследуют дореволюционные практики.
Исследованию современных рассеянных (распределённых) мануфактур и актуализация этого термина посвящены работы отечественных социологов Симона Кордонского и Юрия Плюснина,а также несколько исследовательских проектов фонда «Хамовники».
Причинами возникновения рассеянных (распределённых) мануфактур указанные выше авторы считают «сохраняющиеся до сих пор негативные процессы в местной экономике, в том числе отсутствие рынка труда и чрезмерное регулирующее государственное воздействие на малый бизнес». А институциональными факторами, приводящими к образованию таких мануфактур, — «ресурсную уникальность локальной территории и/или уникальность промыслов местного населения».
По направлению движения ресурсов современные рассеянные (распределённые) мануфактуры можно разделить на горизонтальные и вертикальные.
Горизонтальные мануфактуры полностью децентрализованы, быстро реагируют на малейшие изменения внешней среды (изменение законодательства, политики властей и т. п.). Все занятые в такой мануфактуре равны в правах и получают свою долю прибыли от реализации конечного продукта согласно вложенному труду. «В работе одной такой мануфактуры может быть задействовано до 5—15 семей, а в отдельном поселении кустарями могут быть от 25 до 100 процентов населения».
Такой тип организации мануфактуры характерен в первую очередь для тех видов деятельности, в которых первоначальный ресурс добывается (сельское хозяйство, скотоводство и т. п.). В качестве примера подобных мануфактур Симон Кордонский и Юрий Плюснин приводят пуховое производство: «В Новохопёрске и Урюпинске мы обнаружили, что там есть целое пуховое производство: одни выращивают скот, другие обрабатывают пух, третьи вяжут пуховые изделия, четвёртые вывозят это на рынок, а кто-то (в частности, цыгане) продают их, например, в поездах. Это полный цикл изготовления изделия, за счёт которого живёт половина города». Или другой пример: «в Демидове Смоленской области налажены огуречные мануфактуры — от рассады до „бочкования“».
Вертикальные рассеянные (распределённые) мануфактуры более централизованы за счёт того, что ресурсы (например, сырьё для производства) поступают от одного источника к нескольким, часто не связанным друг с другом, работникам, которые производят конечный товар и сдают его обратно. Таким образом, например, устроено производство обуви в Кимрах: фабрика получает крупный заказ, выполнение которого поручает частным сапожникам-надомникам, обеспечивая их всем необходимым сырьём (кожа, колодки и т. п.).